# Francis Eugene George
Francis Eugene George O.M.I. (Chicago, 16 januari 1937 – aldaar, 17 april 2015) was een Amerikaans geestelijke en een kardinaal van de Rooms-Katholieke Kerk.
George trad op 14 augustus 1957 in bij de orde van de Oblaten van de Onbevlekte Maagd Maria. Hij studeerde filosofie in Ottawa, Washington en New Orleans, en promoveerde aan de Pauselijke Urbaniana Universiteit in Rome. Op 21 december 1963 werd hij priester gewijd. Hij volgde een wetenschappelijke loopbaan, en was ook provinciaal van zijn orde in de Verenigde Staten en vicaris-generaal in Rome.
Op 10 juli 1990 werd George benoemd tot bisschop van Yakima; zijn bisschopswijding vond plaats op 21 september 1990. Op 30 april 1996 werd hij benoemd tot aartsbisschop van Portland (Oregon). Hij werd op 8 april 1997 overgeplaatst naar Chicago, waar hij de opvolger werd van de overleden aartsbisschop Joseph Bernardin.
George werd tijdens het consistorie van 21 februari 1998 kardinaal gecreëerd, met de rang van kardinaal-priester. Zijn titelkerk werd de San Bartolomeo all'Isola. Hij nam deel aan de conclaven van 2005 en 2013.
George was vicepresident (2004-2007) en president (2007-2010) van de Amerikaanse bisschoppenconferentie.
Op 20 september 2014 ging George met emeritaat. Daarna werd hij ernstig ziek en overleed op 78-jarige leeftijd in een ziekenhuis in Chicago. Hij werd begraven aan de All Saints Catholic Cemetery and Mausoleum in Des Plaines.
- Gemeinsame Normdatei: 1095894617
- International Standard Name Identifier: 0000 0001 0898 2203
- Library of Congress Control Number: no2007149009
- Nationale Bibliotheek van Polen: a0000002745451
- Istituto Centrale per il Catalogo Unico: TO0V609370
- SNAC: w6m42wp8
- Système universitaire de documentation: 138970084
- Virtual International Authority File: 49022419
- WorldCat: E39PBJqqvJKQhwm9dcTdKywQv3